# باول ديفيس (سياسي كندي)
باول ديفيس هو سياسي كندي، ولد في 17 يونيو 1961. حزبياً، نشط في حزب المحافظين التقدمي في نيوفندلاند ولابرادور ‏.